# Lepilemuridae
A família Lepilemuridae inclui lêmures de médio porte, chamados de lepilemurídeos, endêmicos de Madagascar.

## Classificação
- Gênero Megaladapis † Forsyth-Major, 1894
  - Megaladapis edwardsi †
  - Megaladapis madagascariensis †
  - Megaladapis grandidieri †
- Gênero Lepilemur I. Geoffroy Saint-Hilaire, 1851
  - Lepilemur aeeclis Andriaholinirina et al., 2006
  - Lepilemur ahmansoni Louis et al., 2006
  - Lepilemur ankaranensis Rumpler e Albignac, 1975
  - Lepilemur betsileo Louis et al., 2006
  - Lepilemur dorsalis Gray, 1870
  - Lepilemur edwardsi (Forbes, 1894)
  - Lepilemur fleuretae Louis et al., 2006
  - Lepilemur grewcocki Louis et al., 2006
  - Lepilemur hubbardi Louis et al., 2006
  - Lepilemur jamesi Louis et al., 2006
  - Lepilemur leucopus (Major, 1894)
  - Lepilemur manasamody Craul et al., 2007
  - Lepilemur microdon (Forbes, 1894)
  - Lepilemur milanoii Louis et al., 2006
  - Lepilemur mustelinus I. Geoffroy Saint-Hilaire, 1851
  - Lepilemur otto Craul et al., 2007
  - Lepilemur petteri Louis et al., 2006
  - Lepilemur randrianasoli Andriaholinirina et al., 2006
  - Lepilemur ruficaudatus A. Grandidier, 1867
  - Lepilemur sahamalazensis Andriaholinirina et al., 2006
  - Lepilemur seali Louis et al., 2006
  - Lepilemur septentrionalis Rumpler e Albignac, 1975
  - Lepilemur tymerlachsoni Louis et al., 2006
  - Lepilemur wrighti Louis et al., 2006